# Madeline Carroll
Madeline Carroll (Los Ángeles, California, 18 de marzo de 1996) es una actriz estadounidense conocida por interpretar a Molly Johnson en Swing Vote, en la cual actuó con Kevin Costner, Ha aparecido en series como Grey's Anatomy, Lost, Cold Case, etc. Es prima de la actriz Gracia Johnston.
En 2007, fue nominada para los Young Artist Awards por su actuación como Cocoa en The Santa Clause 3 y de nuevo, en 2009, por su interpretación de Molly Johnson en Swing Vote.
Ha aparecido en una variedad de programas de televisión como NCIS, Cold Case, Grey's Anatomy, Lie to Me, Night Stalker, Wanted, Criminal Minds y Lost. En el cine, ha aparecido en The Santa Clause 3 y Resident Evil: Extinction. Su primer papel importante fue en 2008 en la película Swing Vote, a la que siguió en el año 2010 The Spy Next Door junto a Marcos García Pérez. Ese mismo año actuó junto a Callan McAuliffe en la película Flipped. También ha aparecido como Janie en Mr. Popper's Penguins.

## Vida personal
Carroll es una cristiana devota. A menudo, habla sobre su fe en eventos y conferencias religiosas, y durante algunas entrevistas.

## Filmografía

### Películas
| Año  | Película                  | Papel            |
| ---- | ------------------------- | ---------------- |
| 2006 | When a Stranger Calls     | Alison Mandrakis |
| 2007 | Resident Evil: Extinction | Reina blanca     |
| 2008 | Swing Vote                | Molly Johnson    |
| 2010 | Flipped                   | Julianna Baker   |
| 2010 | The Spy Next Door         | Farren           |
| 2011 | Mr. Popper's Penguins     | Janie Popper     |
| 2011 | Machine Gun Preacher      | Paige Childers   |
| 2012 | The Magic of Belle Isle   | Willow O'Neil    |
| 2018 | I Can Only Imagine        | Shannon          |
| 2018 | God Bless the Broken Road | Hannah           |
| 2018 | Indivisible               | Amanda Bradley   |
| 2018 | Destined to Ride          | Lily Davidson    |

### Televisión
| Año  | Programa         | Episodio                     | Papel          |
| ---- | ---------------- | ---------------------------- | -------------- |
| 2003 | Cold Case        | "Gleen"                      | Gwen Deamer    |
| 2007 | Lost             | "The Man Behind the Curtain" | Annie          |
| 2008 | Grey's Anatomy   | "In the Midnight Hour"       | Ivy Soltanoff  |
| 2009 | Cold Case        | "November 22"                | Hillary Rhodes |
| 2009 | Lie To Me        | "Do No Harm"                 | Samantha Burch |
| 2010 | NCIS             | "Child's play"               | Angela         |
| 2010 | Private Practice | "Triangles"                  | Maggie         |
| 2014 | Scandal          | "Mama said knock you out"    | Karen Grant    |
| 2018 | Criminal Minds   | "The Tall Man"               | Ally McCready  |